# La Chapelle-Blanche-Saint-Martin
La Chapelle-Blanche-Saint-Martin település Franciaországban, Indre-et-Loire megyében. Lakosainak száma 691 fő (2022. január 1.). La Chapelle-Blanche-Saint-Martin Bossée, Bournan, Ligueil, Manthelan és Vou községekkel határos.

## Népesség
A település népességének változása:
| Lakosok száma | 717  | 609  | 518  | 585  | 685  | 687  | 685  | 681  | 681  | 691  |
|               | 1968 | 1982 | 1990 | 2006 | 2013 | 2015 | 2017 | 2019 | 2020 | 2022 |